# دم‌پارویی بال‌آبی
دم‌پارویی بال‌آبی(نام علمی: Prioniturus verticalis) نام یک گونه از سرده دم‌پارویی است.